# West Des Moines
West Des Moines er en amerikansk by beliggende i Polk County, Dallas County og Warren County, i delstaten Iowa. I 2005 havde byen et indbyggertal på 51.744. Byen er optaget i delstaten Iowa i 1893 og ligger i den centrale del af Iowa, hvor den er en del af et sammenhængende byområde med bl.a. Des Moines.

## Ekstern henvisning
- Official City Website Arkiveret 4. august 2018 hos  Wayback Machine

41°34′25″N 93°45′1″V / 41.57361°N 93.75028°V